# Prostigmata
Sous-ordre
Les Prostigmata forment un sous-ordre d'acariens. Quelque 20 000 espèces sont connues.

## Classification
- Super-Cohorte Labidostommatides
  -     -       - Labidostommatoidea
- Super-Cohorte Eupodides
  -     -       - Bdelloidea
      - Halacaroidea
      - Eupodoidea
      - Tydeoidea
      - Eriophyoidea
- Super-Cohorte Anystides
  - Cohorte Anystina
    -       - Caeculoidea
      - Anystoidea
      - Paratydeoidea

  - Cohorte Parasitengonina
    - Sous-Cohorte Trombidiae
      - Calyptostomatoidea
      - Erythraeoidea
      - Trombidioidea

    - Sous-Cohorte Hydrachnidiae
      - Hydryphantoidea
      - Eylaoidea
      - Hydrovolzioidea
      - Hydrachnoidea
      - Lebertioidea
      - Hygrobatoidea
      - Arrenuroidea
- Super-Cohorte Eleutherengonides
  - Cohorte Raphignathina
    -       - Raphignathoidea
      - Tetranychoidea
      - Cheyletoidea
      - Pomerantzioidea
      - Pterygosomatoidea

  - Cohorte Heterostigmatina
    -       - Tarsocheyloidea
      - Heterocheyloidea
      - Dolichocyboidea
      - Trochometridioidea
      - Scutacaroidea
      - Pygmephoroidea
      - Pyemotoidea
      - Tarsonemoidea

## Référence
- Kramer, 1877 : Grundziige zur Systematik der Milben. Archiv fur Naturgeschicht, vol. 43, p. 215-247.